# Hans Rosenplüt
Hans Rosenplüt, né en 1400 à Nuremberg et mort en 1460 dans cette même ville, est un forgeron et poète (Meistersinger).

## Biographie
Hans Rosenplüt, surnommé der Schnepperer (« Le Bavard »), passe la plus grande partie de sa vie à Nuremberg. C'est entre 1431 et 1460 qu'il écrit ses œuvres principales. Il se fait connaître, au même titre qu'Hans Folz et Hans Sachs comme auteur de jeux de carnaval.
Il apparaît en 1426 pour son admission à la citoyenneté au conseil communal de Nuremberg. On le mentionne comme forgeron, fabricant de cotte de mailles. En 1428 il fait partie de la guilde des Rotschmiede (forgerons spécialisés dans les pièces en laiton). En 1444, il est nommé armurier de la ville. Son dernier poème date de 1460.

## Œuvres
Hans Rosenplüt a écrit environ 25 jeux de carnaval, trois manuscrits religieux, des histoires didactiques, des contes, et 13 discours rimés.
Nombre de ses œuvres ont un caractère érotique certain, y compris quand elles mettent en scène des ecclésiastiques, influencées  par le Décaméron de Boccace ou Les Contes de Canterbury de Chaucer. On parle même de Altdeutsches Decamerone.